# Bibliographie sur Vesoul
La bibliographie sur Vesoul recense les ouvrages relatifs à la ville de Vesoul.

## Ouvrages généraux
- Guy-Jean Michel et Marc Paygnard, Voir Vesoul, Haute-Saône, Langres, Dominique Guéniot, 2004, 156 p. (ISBN 2-87825-268-3)

- Jean-Pierre Gilson, Marc Paygnard et Guy-Jean Michel, Vesoul, 1977, 93 p.

- Guy-Jean Michel, Vesoul, 1984, 241 p.

- Christian Rénet, Vesoul : Tome I, Alan Sutton, 128 p.

- Christian Rénet, Vesoul : Tome II, Alan Sutton, 128 p.

- Ville de Vesoul, Faire de Vesoul une Ville, 1975, 82 p.

## Ouvrages thématiques

### Histoire

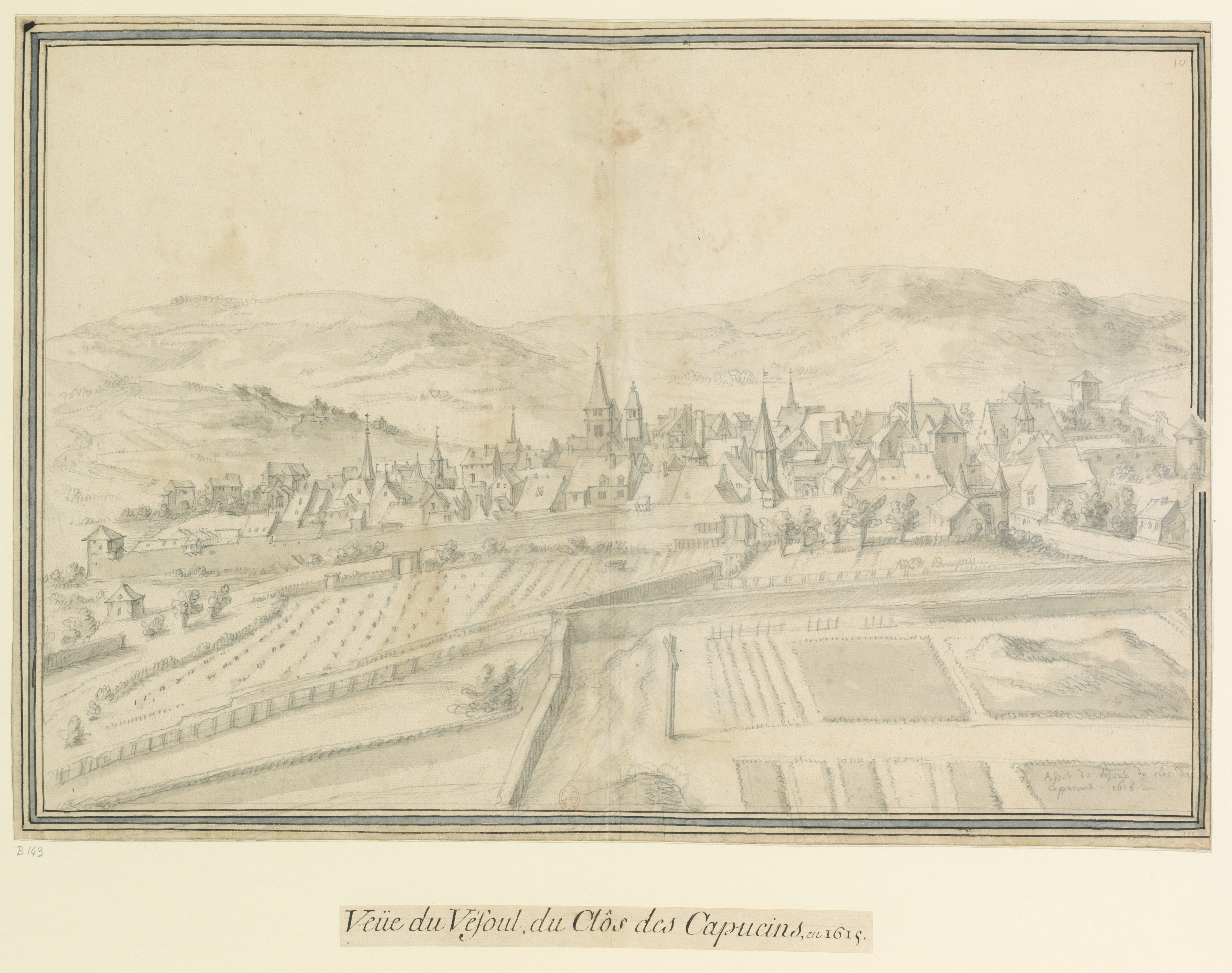

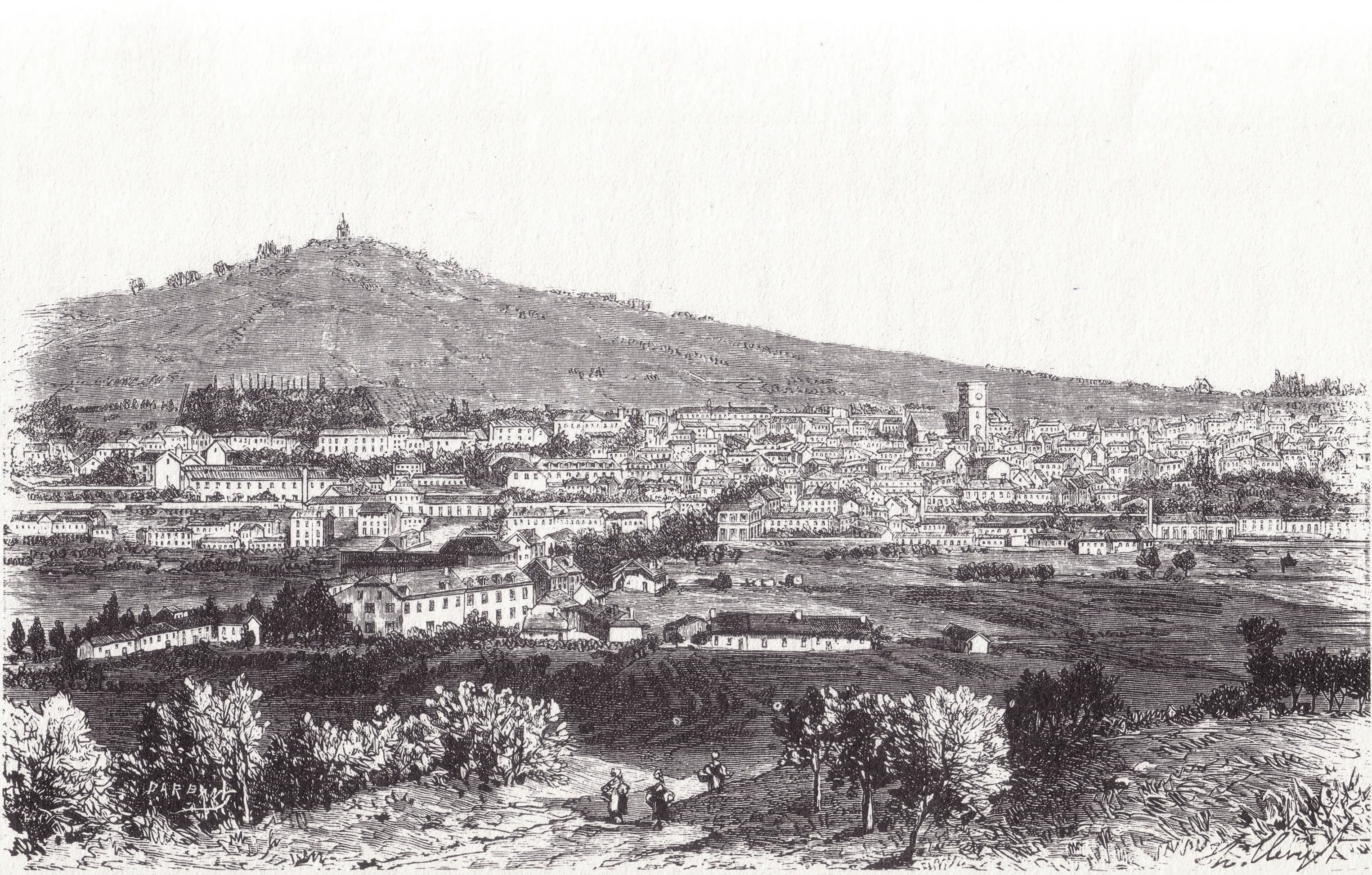

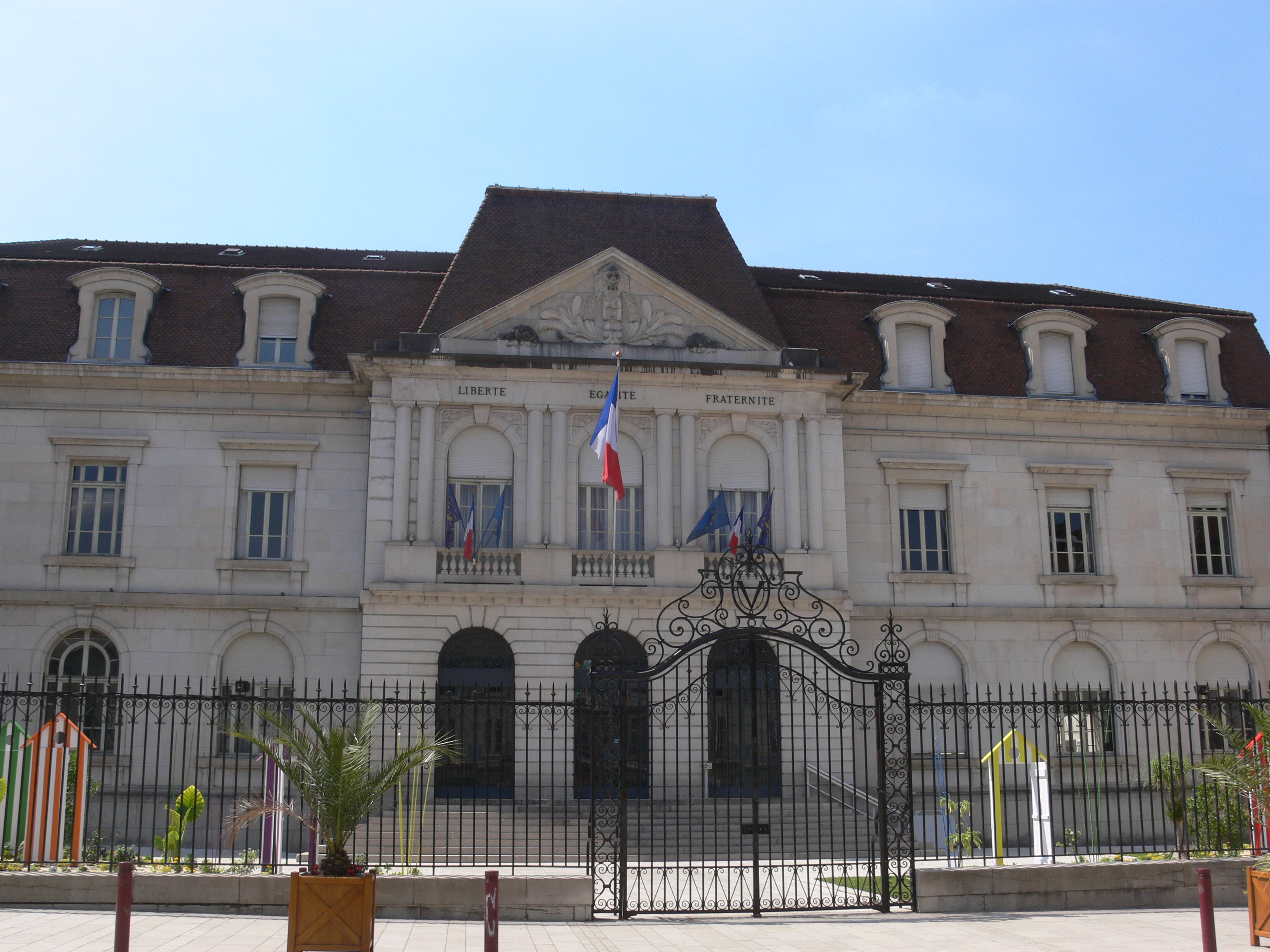

- Jules de Trévillers, Histoire de la ville de Vesoul, Imprimerie Marcel Bon, 1965, 280 p. (lire en ligne)
- Alfred Gevrey, Histoire de Vesoul, 1865, 112 p. (lire en ligne)

- Léonce Lex, Vesoul au XVIIIe siècle, Louis Bon, 1885, 22 p. (lire en ligne)

- Jules de Trévillers, Contribution à l'histoire de la ville de Vesoul. La Prise de Vesoul par Tremblecourt et sa délivrance par le connétable de Castille, février-mai 1595, Société d'agriculture, lettres, sciences et arts de la Haute-Saône, 1951, 39 p.

- Abbé Morey, La charité à Vesoul, Vesoul, Annales-franc-comtoises, revue religieuse, historique et littéraire, tome D, 1868, p. 339 à 354

- Louis Monnier, Vesoul sous la révolution, conférence faite à l'hôtel de ville de Vesoul, Cariage, 1895 (lire en ligne)

- Bulletin de la Salsa, Vesoul à la fin du XVIIIème siècle, 1888 (lire en ligne), p. 17-35

- Bulletin de la Salsa, Le passé pestilentiel de Vesoul, 1893 (lire en ligne), p. 47-108

- Louis Monnier, Histoire de la ville de Vesoul : avec de nombreuses reproductions de monuments et de portraits, t. 1 et 2, Vesoul, Louis Bon, 1909, 402 p. (tome 1 et tome 2)

- Alain Bouton, Françoise Bouton et Guy-Jean Michel, Vesoul et ses environs : vision du temps passé, 1991, 143 p. (ISBN 2-903524-48-3)

- René Faivre, Histoire des maires de Vesoul, 1986, 116 p.
- Lucette Limagne et Jean Limagne, Vesoul : aspects de son passé., Amis du musée et de la bibliothèque de Vesoul, 1980, 63 p.
- Joseph Morey, La vigne de la Motte de Vesoul : légendes franc-comtoises, J. Jacquin, 1867, 148 p. (lire en ligne)
- Gaston Jeanmougin, La Résistance secrète dans les régions de Belfort-Vesoul-Besançon 1941-1943, Brumath, 1994, 102 p.

- Jean-Claude Grandhay, Vesoul : 12 septembre 1944 : la Libération, Paris, Erti, 1994, 79 p. (ISBN 2-903524-64-5)

- Claude Simone, Musée Georges Garret, Vesoul, Vesoul, Arc-en-ciel, 2004, 96 p. (ISBN 2-9520154-0-6)

- La Vie quotidienne à Vesoul : rétrospectives contemporaines, 1982, 108 p.

- Sassi Daniel, Vesoul : Histoire et Patrimoine, Quincey, D. Sassi, 2012, 273 p. (ISBN 978-2-9531130-3-7)

- Henri Rameau, Vesoul : scènes du temps jadis, 1983, 68 p. (ISBN 2-902423 (édité erroné), BNF 34843804, lire en ligne)

- Nicole Humbaire-Pizard, Not' vieux V'soul, Imprimerie vésulienne, 1988, 117 p.

### Géographie

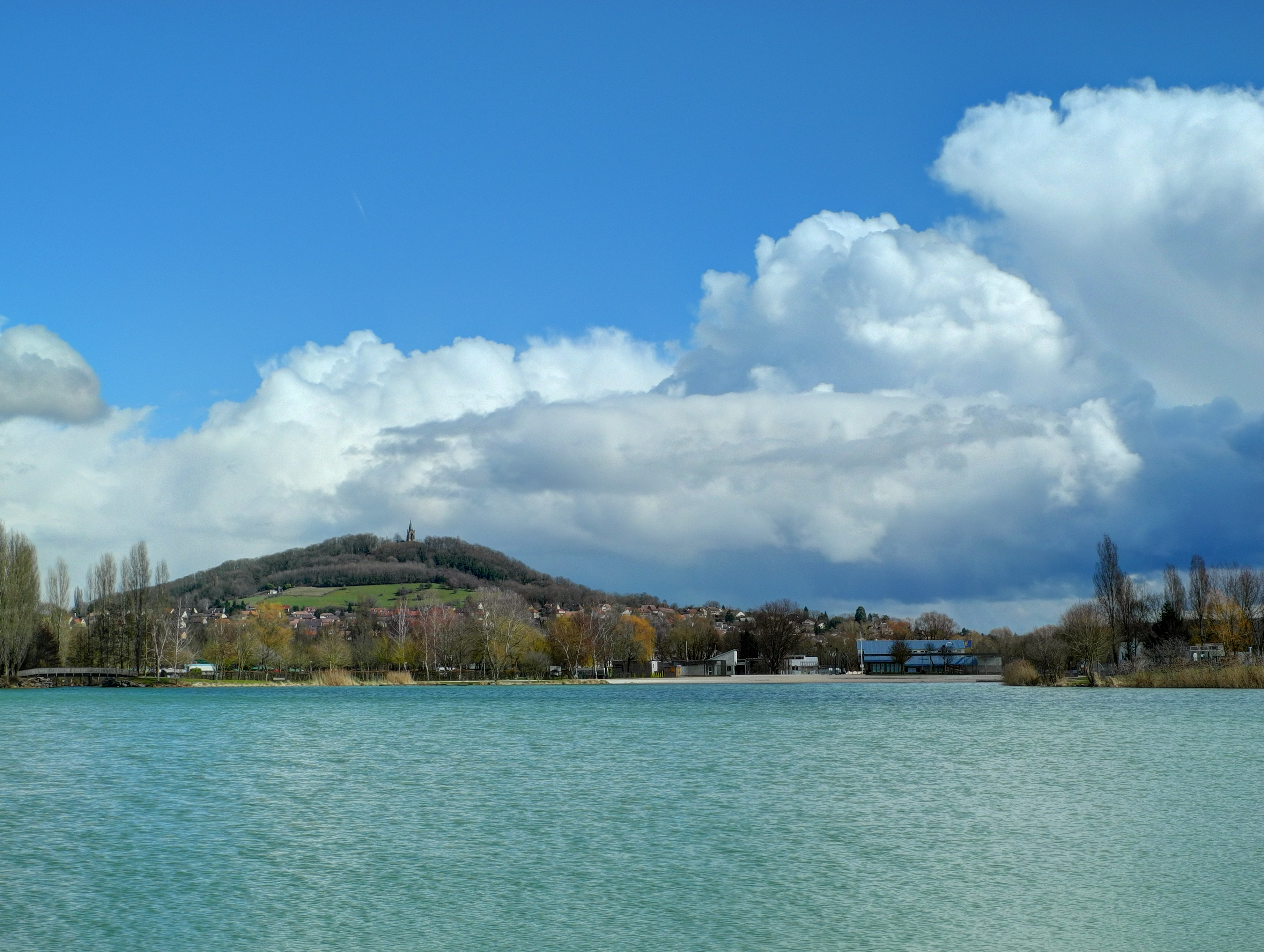

- André Barbier, Dissertation sur les eaux minérales de Repes, près de Vesoul, 1731
- Charte du pays de Vesoul : Val de Saône : 2 : la stratégie de développement durable, 2003, 51 p.
- Sassi Daniel, Vesoul: Vesoul la Motte 2014  (ISBN 978-2-9531130-4-4)
- Nicolas Théobald, La Dépression liasique des feuilles au 50.000e de Vesoul et Lure, Librairie polytechnique Béranger, 1961, 6 p.
- Jean-Paul Bernard, Le thermalisme à Vesoul au XVIIIe siècle : les eaux minérales des Rêpes, 1998

- André Thévenin, Brève étude sur le camp préhistorique de Cita, commune d'Echenoz-la-Méline, canton de Vesoul (Haute-Saône) (lire en ligne)
- Jean-Pierre Billard, Histoire, analyses et propriété des eaux minérales de Repes près de Vesoul

- Sassi Daniel, Vesoul : eaux & civilisation, Vesoul, Franche-Comté édition, 2003, 145 p. (ISBN 2-915402-05-1)

- Sassi Daniel, Font de Champdamoy et Frais-Puits mystérieux, 2010, 214 p. (ISBN 978-2-9531130-2-0 et 2-9531130-2-9)

### Religion

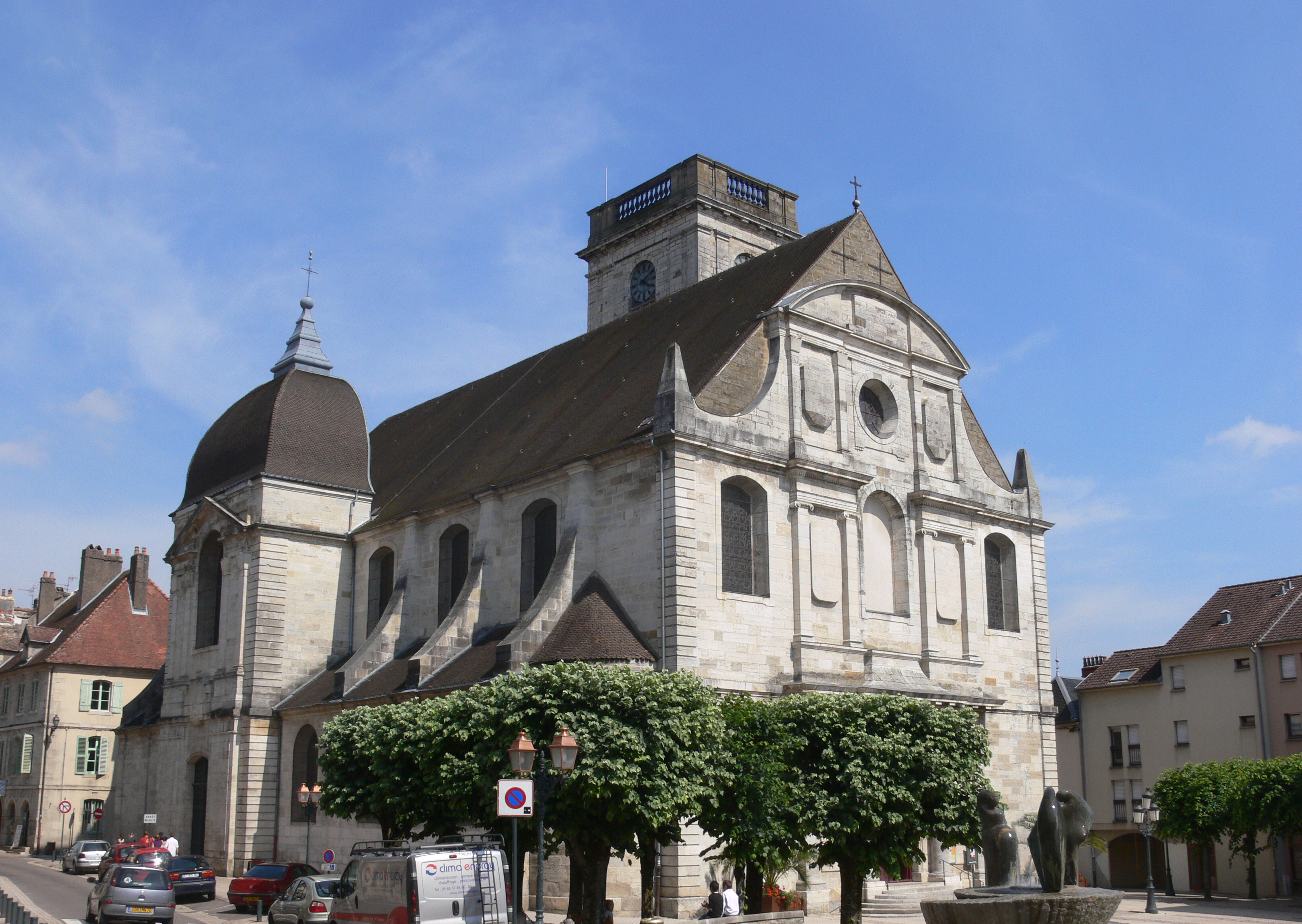

- Abbé Morey, Chronique de l'église de Vesoul, 1886 (lire en ligne)

- J.C Boilloz, Notre-Dame de la motte de Vesoul : notice historique sur le sanctuaire et le lieu de pèlerinage, 1860 (lire en ligne)

- Isaac Lévy, Inauguration du temple israélite de Vesoul. Prière et sermon : par Isaac Lévy, Imprimerie de Suchaux, 1873

- Le Temple protestant de Vesoul devant la morale et le budget, Vagner, 1862

- Philippe Loth, Le Grand-orgue de l'église Saint-Georges de Vesoul, Imprimerie vésulienne, 1967, 15 p.

### Urbanisme

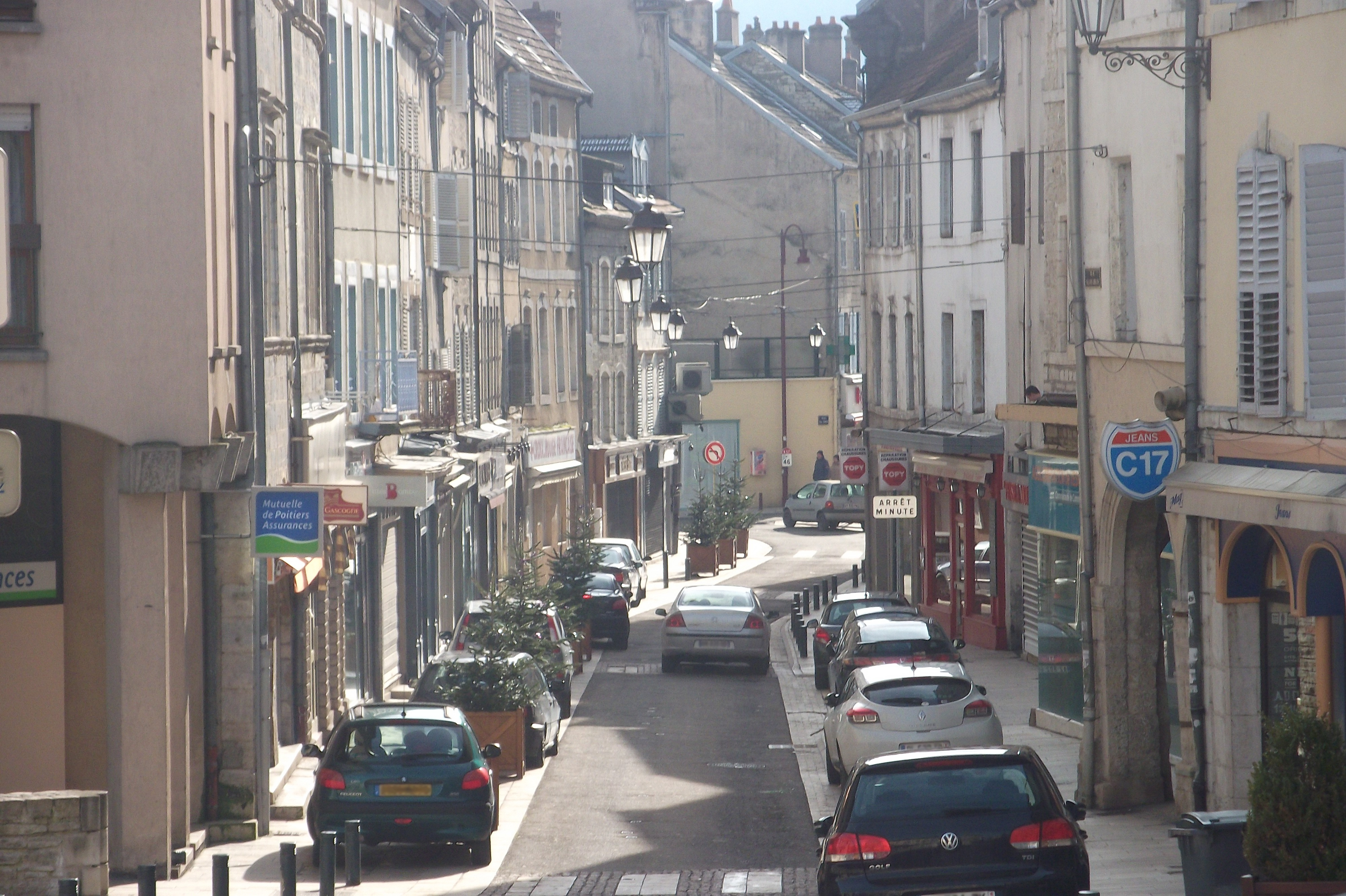

- Martial Griveaud, Le Quartier du Transmarchement à Vesoul. Origine de cette dénomination Le droit de "transmarchement" à Vesoul, Gray et Besançon, Imprimerie Bon, 1931, 34 p.

- Martial Griveaud, Vesoul : ses vieilles rues, ses vieilles maisons : promenades à travers la ville, Paris, ERTI, 1994, 130 p. (ISBN 2-903524-69-6)

- Yannick Denoix et Jack Varlet, Vesoul : promenade d'un siècle à l'autre, Vesoul, Franche-Comté édition, 2003, 118 p. (ISBN 2-915402-00-0)

- Louis Suchaux, Mémoires de la Commission d'archéologie, Volumes 1 à 2, Vesoul, Commission d'archéologie de la Haute- Saône (Vesoul), 1839 (lire en ligne)

- Louis Suchaux, Mémoires de la Commission d'archéologie, Volumes 3 à 4, Vesoul, Commission d'archéologie de la Haute- Saône (Vesoul), 1862

- Christian Bernot, Faits d'hiver à Vesoul : Djamila, Laura, Laetitia, Samantha, Julia, Jessica, Mélissa : contes sociologiques, Rueil-Malmaison, C. Bernot, 2012, 257 p. (ISBN 979-10-91335-01-0)

### Enseignement

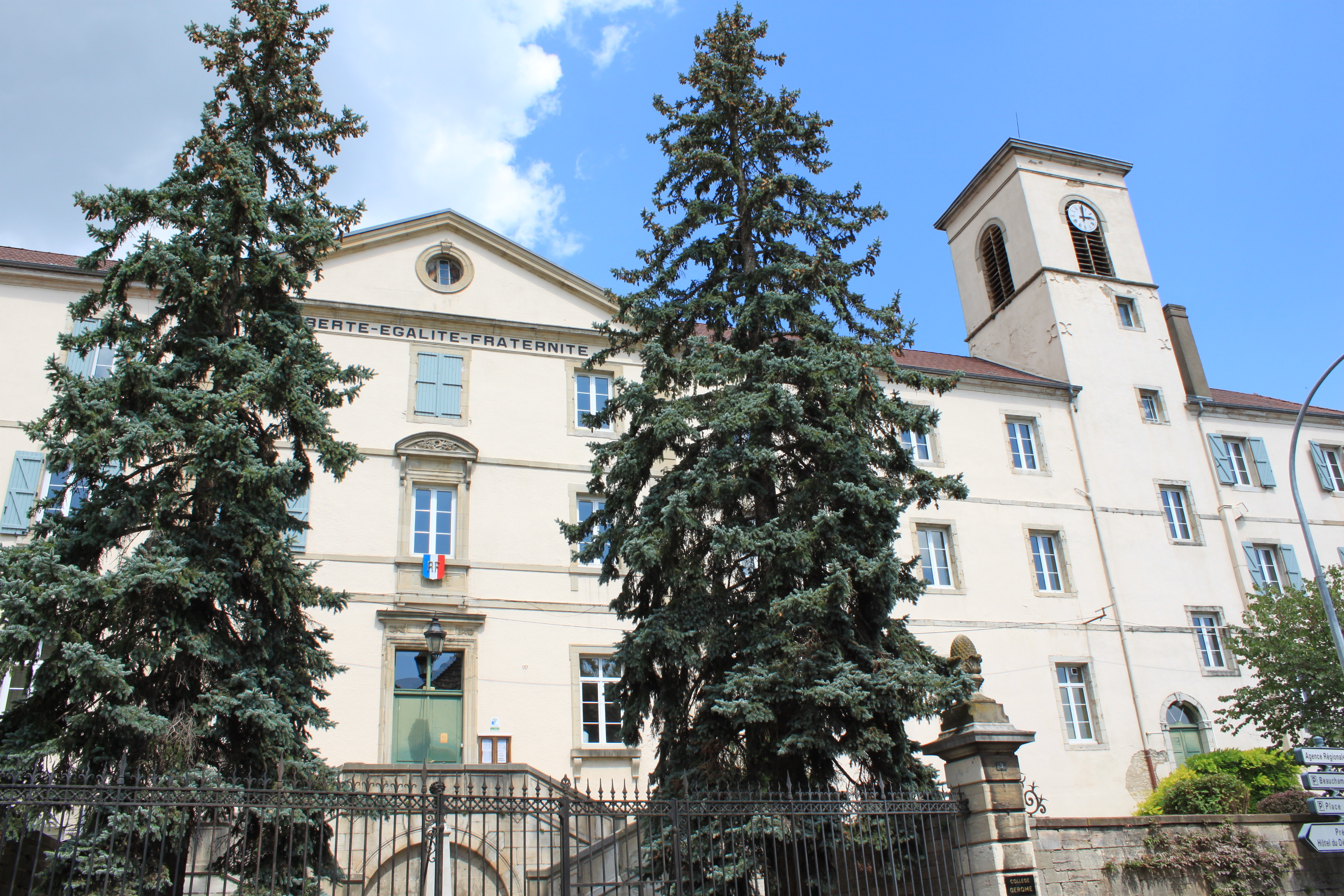

- Georges Saguin, Le Lycée de Vesoul vers 1930 : "le Pioche", 2002
- Léonce Lex, L'ancien collège de Vesoul (1576-1796), Vesoul, Imprimerie de L. Cival fils, 1885, 16 p. (lire en ligne)
- Marie Foiselle, Gabriel Peignot à Vesoul de 1794 à 1813 : la création de la bibliothèque publique et de l'École centrale, 2003

- Philippe Larère, Vesoul, les années bahut : le lycée Gérôme, de 1946 à 1957, Franche-Comté, 2005, 91 p.

- Philippe Larère, Une Enfance à Vesoul, les années 40 et 50, Franche-Comté, 2004, 151 p.

- Patrick Viain, Les oiseaux du lac de Vesoul-Vaivre, Groupe naturaliste de Franche-Comté, 1984, 66 p.

- Bernard Belin, Jacques Brel, T'as voulu voir Vesoul... !, Vesoul, F.C. Culture & Patrimoine / Vesoul-Edition (Préface : Editions Jacques BREL), 2013, 256 p. (ISBN 978-2-36230-026-4)